# Louwman & Parqui

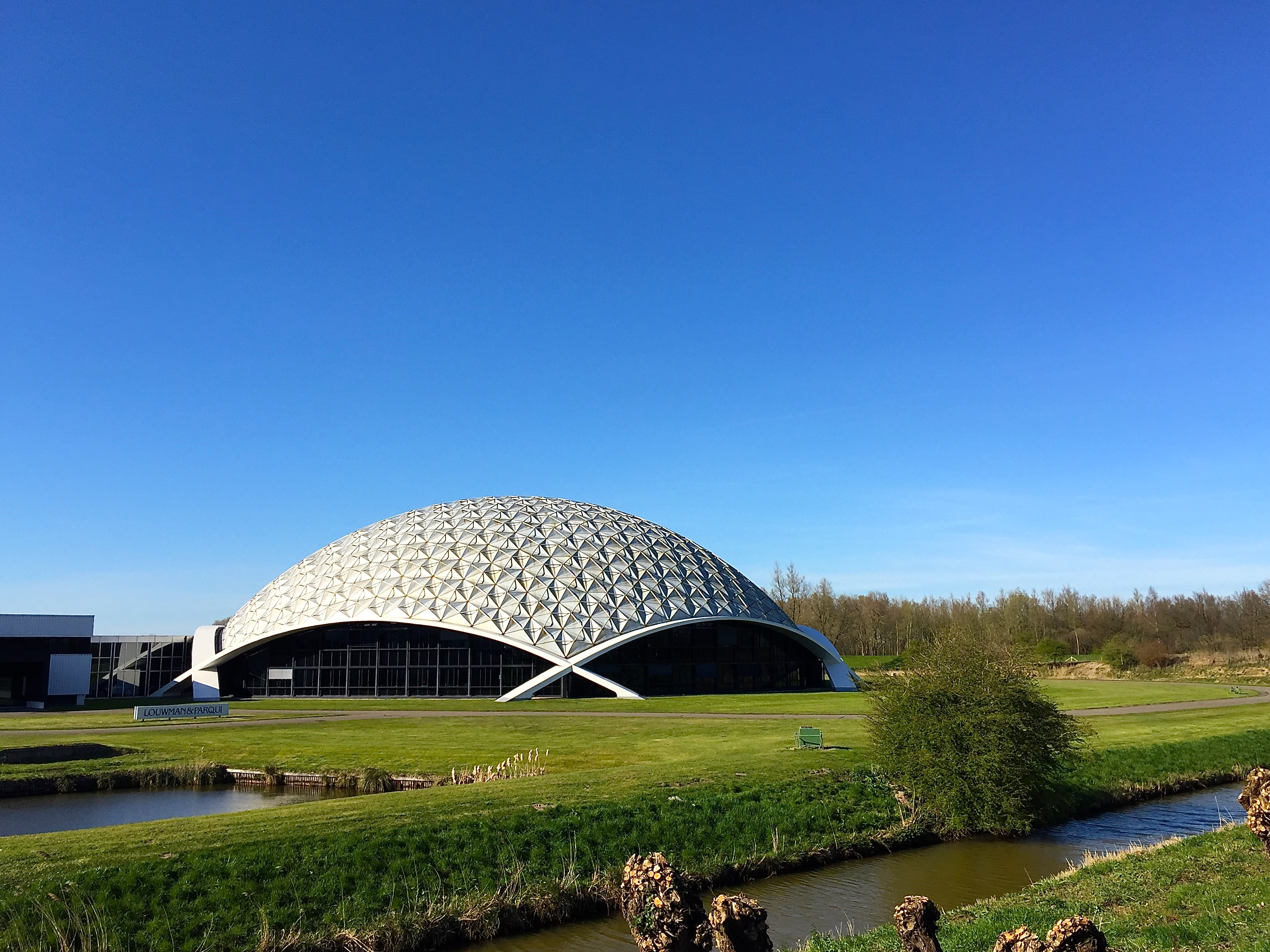
‘De Koepel’ van Louwman & Parqui in Raamsdonksveer.

Louwman & Parqui is een Nederlandse auto-importeur, aanvankelijk gevestigd in Den Haag, later in Leidschendam en ten slotte in Raamsdonksveer. Louwman & Parqui handelt vandaag de dag onder de naam Louwman Group.

## Geschiedenis
Het bedrijf Louwman & Parqui werd in 1923 opgericht door Pieter (Piet) Wijnand Louwman (1902-1969) en met zijn toenmalige zakenpartner Arie Parqui (1900-1972). Aanvankelijk werden motorfietsen geïmporteerd en waren de beide firmanten Ford-dealer in Den Haag. Het bedrijf was gevestigd aan de Rijnstraat vlak bij het toenmalige Station Den Haag Staatsspoor.
In februari 1924 werd General Autocars uit Den Haag importeur voor Dodge personen- en vrachtwagens, twee maanden later (in april 1924) werd de naam gewijzigd in Louwman & Parqui. De naam van het bedrijf bleef ongewijzigd nadat Arie Parqui stopte met zijn activiteiten.

### NIMAG
In 1935 kon Louwman importeur worden van Graham-Paige-automobielen maar moest daarvoor een aparte firma oprichten, aangezien Graham niet samen met Dodge in één showroom wilde staan. Daarom werd in 1935 de NIMAG (Nederlandse Import Maatschappij Automobielen ’s-Gravenhage) opgericht. Van die onderneming was Arie Parqui heel even directeur waarna Peter Louwman, de oudere broer van Evert, directeur werd. De import van Graham heeft slechts één jaar geduurd, later importeerde NIMAG auto’s en motorfietsen van andere merken en tractoren van Ferguson (later Massey Ferguson). Inmiddels zit het bedrijf NIMAG in Vianen en is het importeur van Suzuki auto's, Suzuki marine en Suzuki motorfietsen.

### GIVA
Een ander onderdeel van Louwman & Parqui was de GIVA (Gecombineerde Import Van Automobielen). Deze onderneming importeerde vanaf 1937 het automerk DeSoto en na de Tweede Wereldoorlog onder andere Lloyd. In 1967 werd de failliete boedel van Automobiel Industrie HINO Nederland overgenomen en werd gestart met de import van het Japanse merk Hino, dit duurde tot 1969. GIVA Rotterdam was erkend reparateur van de merken Alfa Romeo, Jeep en Abarth. Per 1 januari 2020 is de naam Giva Rotterdam veranderd in Eurorepar Car Service Rotterdam. Eurorepar Car Service werd in 2003 opgericht en heeft in 2022 meer dan 5000 vestigingen in 26 landen, waarvan meer dan 100 in Nederland. Inmiddels is het Eurorepar Car Service bedrijf stopgezet. En is er een BYD filiaal op deze locatie actief.

### Na de Tweede Wereldoorlog
Na de Tweede Wereldoorlog behield Louwman de import van Dodge maar al gauw kwamen daar andere merken bij, zoals in 1948 het Engelse merk Singer, in 1950 gevolgd door het Amerikaanse merk Crosley en het Duitse Gutbrod.
Begin 1953 werd Louwman & Parqui importeur van auto's van de Britse Standard Motor Company en startte een jaar later met de assemblage van de Standard Eight “De Luxe” omdat dit goedkoper was dan import uit Engeland. De assemblage gebeurde bij de N.V. Metaalindustrie Polynorm te Bunschoten en duurde tot eind 1955.
In 1957 werd de verkoop van Dodge in Nederland overgenomen door Chrysler, waarop Louwman overstapte op Alfa Romeo. In 1969 kwam de leiding van het bedrijf door het overlijden van Piet Louwman in handen van zijn zoon Evert. Onder zijn leiding brak het merk Toyota door op de Nederlandse markt.

### Toyota en BYD

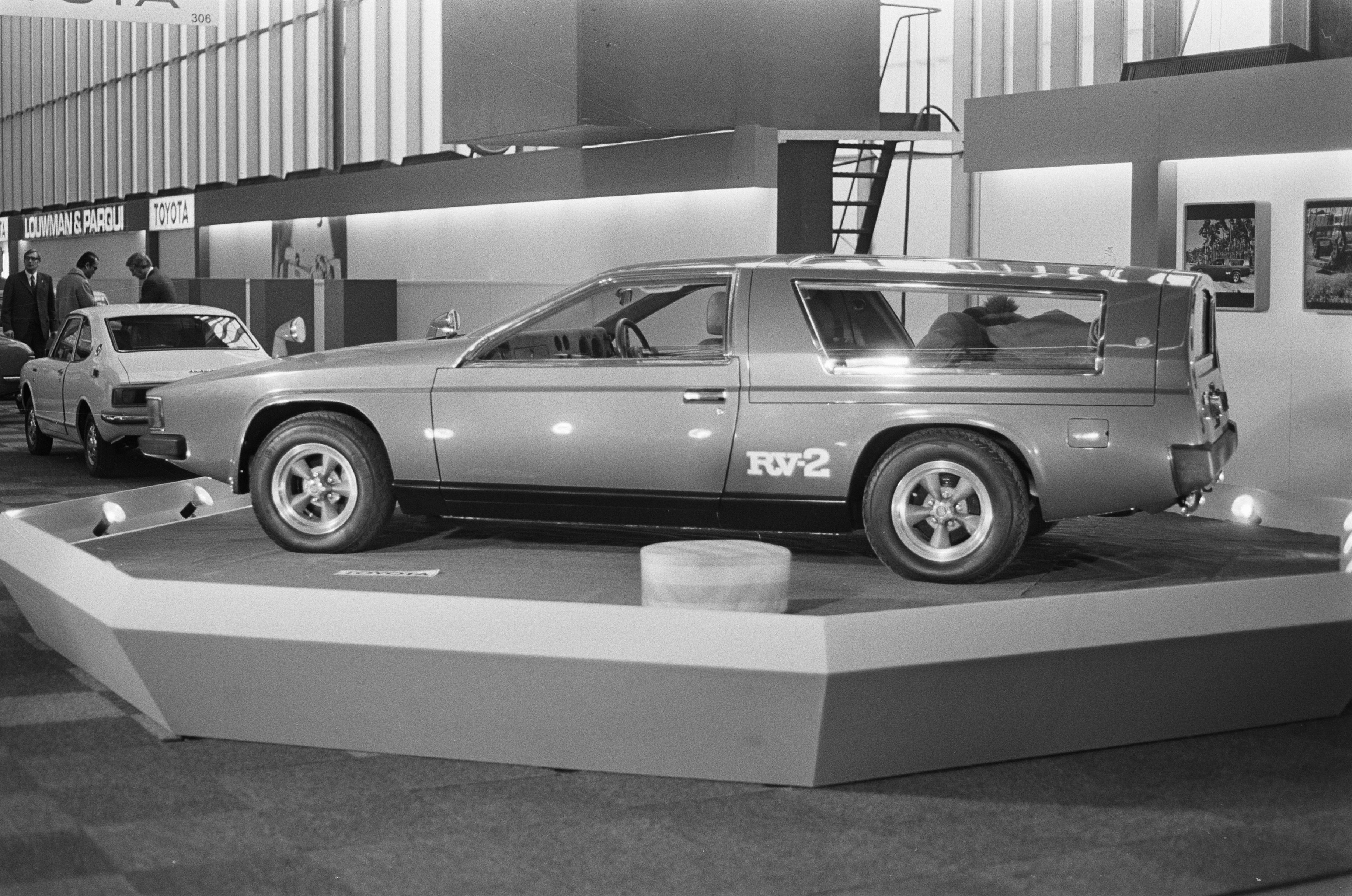
Stand van Louwman & Parqui op de AutoRAI 1973.

In 1964 begon Louwman met de import van Toyota, het eerste Japanse automerk in de toenmalige Europese Economische Gemeenschap. Een gedurfde ontwikkeling want Japanse auto’s waren nauwelijks bekend en er waren veel vooroordelen. In 1964 werden slechts 90 Toyota's verkocht in Nederland maar in 1970 waren dat er al 7.500 en dertig jaar later 34.000 (marktaandeel 5 %). In 2006 leverde Louwman & Parqui B.V. de miljoenste Toyota af, een hybride-aangedreven Toyota Prius. Eind 2010 was het marktaandeel van Toyota tot boven de 10 % gestegen.

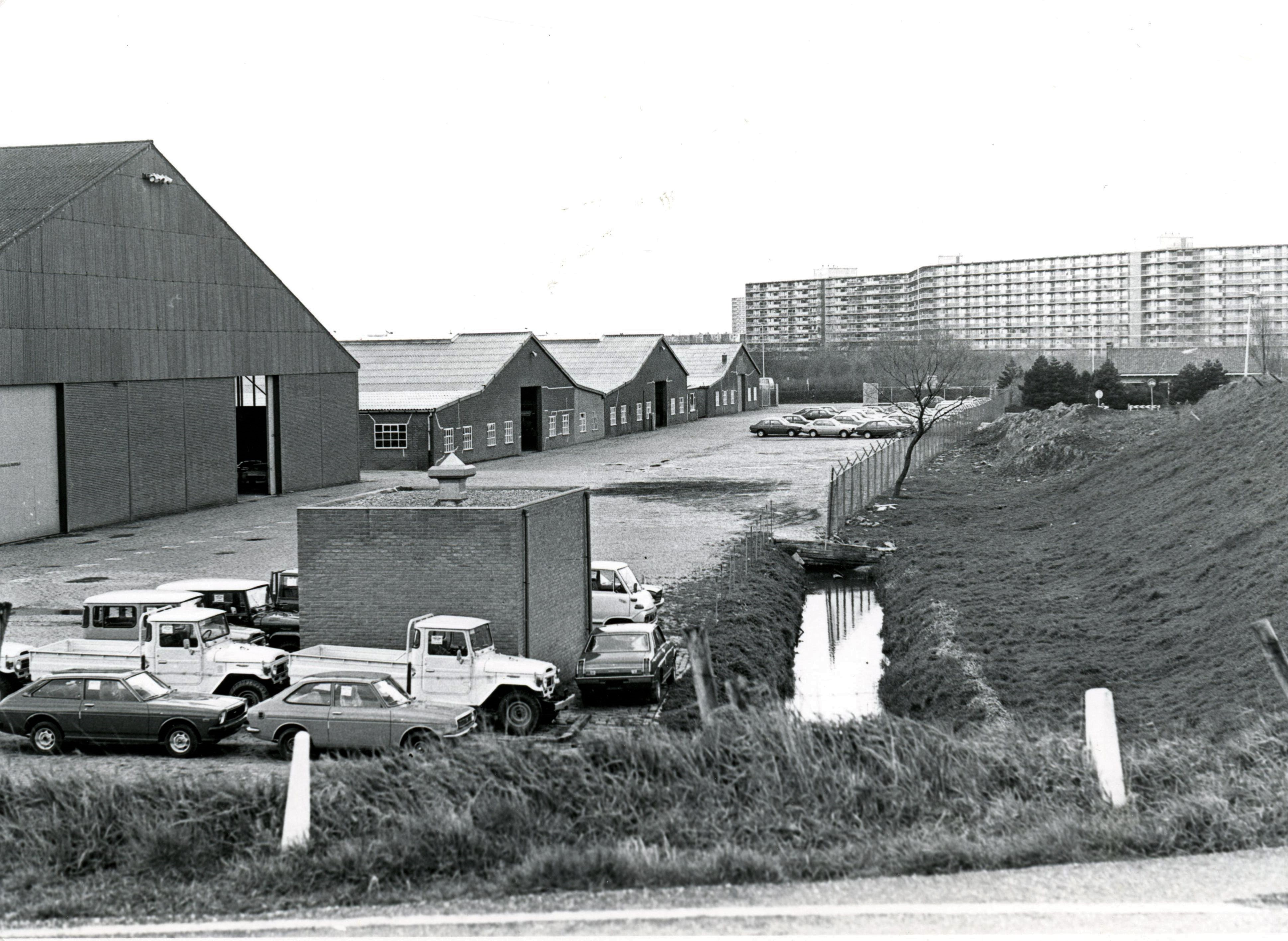
Opslagloodsen van Louwman & Parqui in Spijkenisse, 1977.

In juli 1981 werd het bedrijf, dat inmiddels gevestigd was aan de Veursestraatweg in Leidschendam, verplaatst naar Raamsdonksveer. Op het industrieterrein Dombosch pal aan de A27 werd een nieuw en opvallend bedrijfsgebouw in gebruik genomen. In de visie van Evert Louwman kon de auto alleen tot zijn recht komen in een ruimte zonder pilaren, dus werd voor het hoofdkantoor en de centrale showroom voor een opvallende koepelvorm gekozen. ‘De Koepel’ is ontworpen door Richard Buckminster Fuller.
Sinds 2022 is het bedrijf verantwoordelijk voor de distributie van het Chinese elektrische automerk BYD en verzorgt het ook lease, financieringen en logistieke diensten.

### Dierenpark Wassenaar
In 1937 werd door Piet Louwman het Dierenpark Wassenaar opgericht, later voortgezet door zijn zoon Jan Louwman en zijn vrouw Hanneke. In 1985 ging het dierenpark failliet.
Een overblijfsel van het dierenpark is het toegangshek dat nu de toegang tot het Louwman Museum siert.
En dat is niet het enige bijzondere aan dit hek; dit prachtige, statige en historische toegangshek sierde vóórdat het bij Dierenpark Wassenaar stond, de ingang van de oude Rotterdamsche Diergaarde, toen nog gevestigd aan de Diergaardesingel in het centrum van Rotterdam. Het hek was overbodig geworden i.v.m. de verhuizing in 1940 en het werd verkocht na het bombardement van mei 1940, het hek was nog intact. Bij het museum is slechts een klein gedeelte van het hek te zien, de rest heeft Louwman in opslag.

### Louwman Museum
In 1934 begon Piet Louwman met het verzamelen van auto’s. Oudere auto’s die klanten inruilden bij de aankoop van een nieuwe auto, werden beoordeeld op hun museale waarde. De auto’s die aan een aantal voorwaarden (authentiek, uniek, in goede staat e.d.) voldeden, werden in de verzameling opgenomen.
Na de dood van Piet Louwman zette zijn zoon Evert het verzamelen voort. De verzameling werd aanvankelijk ondergebracht in een aantal gebouwen in Leidschendam. Later verhuisde de verzameling naar Raamsdonksveer. In 2010 werd in Den Haag een nieuw museum geopend.